# Coventry Patmore

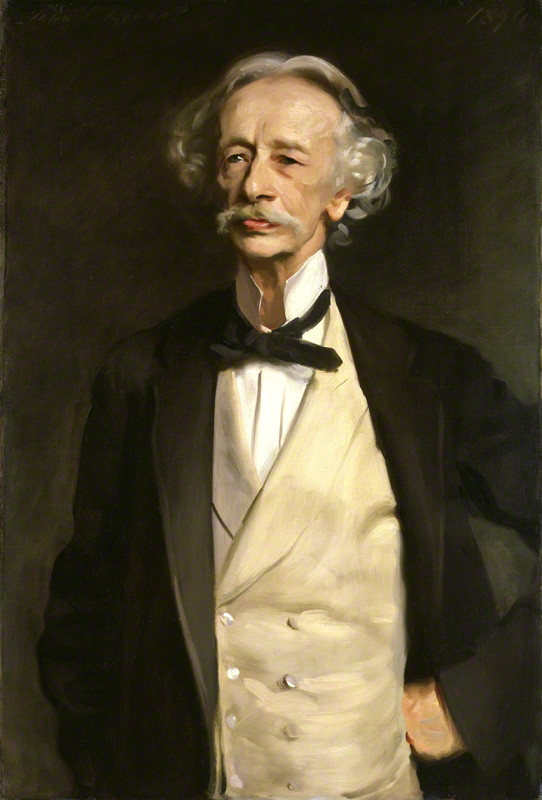
Coventry Patmore, door John Singer Sargent, 1894.

Coventry Kersey Dighton Patmore (Woodford, wijk in noordoost Londen, 23 juli 1823 - Lymington, 26 november 1896) was een Engels schrijver, dichter en kunstcriticus.

## Leven en werk
Coventry Patmore was de zoon van de schrijver Peter George Patmore, die hem sterk stimuleerde in zijn artistieke ambities. Hij kreeg een opleiding aan een privéschool en in 1839 ging hij een half jaar voor verdere studie naar Frankrijk. Vanaf die tijd zou hij voornamelijk poëzie schrijven.
Aanvankelijk publiceerde Patmore vooral huiselijke poëzie, met The Angel in the House als zijn meest bekende werk. In deze vierdelige narratieve poëziebundel verheerlijkt hij het huwelijksleven, maar tegelijkertijd relativeert hij zijn bekoorlijke beschrijvingen van landschappen en huiselijk leven met onpoëtische dictie en banaliteiten. Het dichtwerk is echter vooral ook te zien als een liefdevol portret van zijn geliefde eerste vrouw Emily. De feministische beweging zag het later bovenal als synoniem voor het oppressieve
vrouwelijkheidsideaal van de victoriaanse periode.
In 1864, na het overlijden van zijn vrouw, bekeerde Patmore zich tot de Rooms-Katholieke Kerk. Daarna zou hij zich voornamelijk toeleggen op religieuze poëzie, pathetisch van toon en heel anders van dictie dan zijn vroegere werk. De bekendste verzameling uit die periode is The unknown Eros (1877).
Patmore was nauw bevriend met Alfred Tennyson, John Ruskin en de leden van de Pre-Raphaelite Brotherhood (Dante Gabriel Rossetti, John Everett Millais, William Holman Hunt), voor wiens tijdschrift The Germ hij regelmatig kritieken schreef. Millais maakte in 1851 het schilderij The Woodman's Daughter naar Patmore's gelijknamige gedicht uit 1844.
Patmores eerste vrouw, Emily Andrews, zowel als zijn tweede vrouw, Marianne Byles, kwamen vroegtijdig te overlijden. In 1880 huwde hij voor de derde maal, met Harriet Robson. Zijn zoon Henry John Patmore (1860–1883), het jongste kind uit zijn eerste huwelijk, werd eveneens dichter. Patmore overleed in 1896, 73 jaar oud. Joseph Conrad liet Patmore later model staan voor zijn enigszins norse personage Carleon Anthony in zijn roman Change (1913).

## Fragment uit 'The Angel of the House'

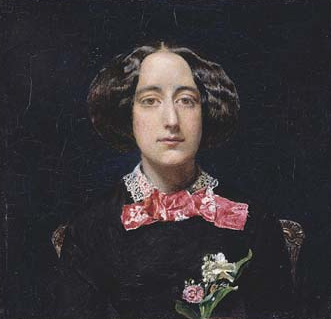
Patmore's eerste vrouw Emily, zijn model voor "The Angel in the House", door John Everett Millais

Man must be pleased; but him to please
Is woman's pleasure; down the gulf
Of his condoled necessities
She casts her best, she flings herself.
How often flings for nought! and yokes
Her heart to an icicle or whim,
Whose each impatient word provokes
Another, not from her, but him;
While she, too gentle even to force
His penitence by kind replies,
Waits by, expecting his remorse,
With pardon in her pitying eyes.